# Marco Antonio Serna Díaz
Marco Antonio Serna Díaz, né le 11 juillet 1936 à San Vicente et mort le 31 décembre 1991 à Ayapel, est un herpétologiste, ornithologiste et naturaliste colombien.